# Araeopus dorsatus
Araeopus dorsatus är en insektsart som först beskrevs av Melichar 1905.  Araeopus dorsatus ingår i släktet Araeopus och familjen sporrstritar. Inga underarter finns listade i Catalogue of Life.